# StarCraft II: Legacy of the Void
StarCraft II: Legacy of the Void je pokračování vojenské sci-fi real-time strategie StarCraft II: Wings of Liberty, jež vydala firma Blizzard Entertainment dne 10. listopadu 2015. Legacy of the Void je třetí část z trilogie StarCraft II. Avšak již od 31. března 2015 byla společností Blizzard Entertainment poskytnuta uzavřená betaverze, obsahující od června též minikampaň „Whispers of Oblivion“ (česky: Zvěsti zapomnění), jež byla ukončena krátce před vydáním plné verze hry.
Rozšíření obsahuje nové jednotky, úpravy jednotek z Wings of Liberty, ale i pokračování kampaně. Ta je tentokrát zaměřena hlavně na protossy a hráč ji projde pozvolna 19 misemi a pak dalšími třemi dodatečnými misemi, jež uzavírají hlavní příběh série Starcraft II. Hlavní postavou kampaně je hierarch Artanis, novopečený vůdce všech protossů. Jako „most“ mezi datadisky Heart of the Swarm a Legacy of the Void a též jako úvod do příběhu protossů posloužila již výše zmíněná minikampaň Whispers of Oblivion, která je v plné verzi dostupná také. V ní byl hlavní postavou temný templar Zeratul, snažící se zastavit přicházející temnotu. Z hlediska multiplayeru se pro hru používá od patche 4.0.0 v roce 2017 jen název "StarCraft II".

## Příběh hry
Legacy of the Void je rozdělená na tři části, tedy na prolog Whispers of Oblivion, na hlavní kampaň Legacy of the Void a na závěrečnou minikampaň Into the Void. Proto bude i tato kapitola rozdělena do tří částí. V kampani Legacy of the Void je možné pár misí plnit na přeskáčku, proto se může pořadí událostí během hraní oproti tomuto textu lišit.

### Prolog: Whispers of Oblivion
Tato kampaň (česky Zvěsti zapomnění) obsahuje tři mise tvořící most mezi Legacy of the Void a předchozím datadiskem Heart of the Swarm. Hlavní postavou je protoss jménem Zeratul a uveřejněna byla v rámci betaverze již 16. června 2015.
Krátce poté, co Kerriganová zabila Arcturuse Mengska a vydala se hledat Amona do hlubin galaxie, se Zeratul vydal poodhalit další střípky dávného xel'nažského proroctví, aby nalezl místo, kde byl Amon znovu oživen. Dorazil do terranské stanice, kde potkal pretorku Talis, která dorazila, protože zde terrani provádějí experimenty na protossech. Zeratul však zjistil, že na místo dorazila i Kerriganová s cílem ho zničit, včetně zajatých protossů, proto je musel Zeratul zachránit a odhalit umístění Amonova rodiště dřív, než ona své dílo dokoná. Po úspěšném dokončení mise se Zeratul s Talis vydali na svět Atrias s xel'nažským chrámem, který však tvrdě bránili Tal'Darimští protossové, vedení nejvyšším vůdcem Ma'lashem. Zeratul je označil za kacíře a zjistil, že Ma'lash přijímá rozkazy přímo od Amona, kterého Tal'Darimové uctívají jako svého boha. Po jejich porážce vstoupil do chrámu, kde bojoval s dalšími Tal'Darimy a zničil objekt zvaný „Katalyzátor prázdnoty,“ který Tal'Darimové používali ke komunikaci s Amonem a ke svému posílení. Zeratulovi se opět zjevil duch Tassadara a pověděl mu, že musí najít artefakt známý jako „Klíč“ (angl. Keystone). Amon však použil svou moc, aby Zeratula v chrámu pohřbil zaživa a vyslal na něj podivné stínové verze protosských jednotek, avšak Talis mu za cenu vlastního života poskytla čas, aby včas uniknul. Následně Zeratul vyrazil za hierarchem Artanisem, aby ho seznámil se všemi novými informacemi.

### Kampaň: Legacy of the Void
Tato kampaň (česky Dědictví prázdnoty) obsahuje celkem 19 misí.
Od ztráty protosského domovského světa Aiuru uplynulo už šest let. Artanis, jenž byl zvolen do čela hierarchie Protosského protektorátu (Daelaam - zbytky příslušníků Khaly sjednocení s Nerazimy, známými jako temní templarové), se rozhodl k činu, který po sérii vojenských porážek a ohromných ztrátách na životech navrátí protossům ztracený lesk a morálku, a to znovudobytí ztraceného domova, Aiuru. Situace mu hrála do karet. Na Aiuru byli již jen zdivočelí Zergové a Kerriganová zmizela neznámo kam. Artanis vydal rozkaz vyslat nejprve malou expediční jednotku, aby zajistila okolí, kam sonda nechala teleportovat jeden pylon, který posloužil jako brána pro další bojovníky z flotily Zlaté armády, čekající v uctivé vzdálenosti v okolí Aiuru. Jakmile byla oblast definitivně zajištěna, učinil Artanis velký projev směrem ke zbytku Zlaté armády, jež se chystala na frontální útok, že konečně nastal den, kdy bude Aiur opět jejich.
Na konci ho ale přerušil Zeratul, jenž se zčistajasna objevil na můstku mateřské lodi, a pověděl mu před zmateným zbytkem velení o Amonově návratu, a tudíž musí okamžitě ukončit plán na obsazení Aiuru a vydat se do války se skutečnou hrozbou. Ještě, než to stihl doříct, ho exekutorka Selendis umlčela a hodlala ho uvěznit za zradu, avšak Artanis si ho chtěl vyslechnout až do konce. Zeratulovo varování však odmítnul s ohledem na křehkost aliance khalaiců a nerazimů a potvrdil rozkaz zahájit invazi. Ačkoliv byla zpočátku úspěšná, Zeratul si všiml, že jsou někteří zergové na svou zdivočelost až příliš dobře organizovaní. A záhy se objevil problém. S Artanisem bylo ztraceno psionické spojení přes Khalu s ostatními, takže Zeratul šel prověřit jejich stav. Nakonec bylo ztraceno spojení i s exekutorkou. Amon totiž využil Khalu, aby všechny protossy na Aiuru zotročil a udělal si z nich vedle místních zergů další armádu. Jediní, na koho to nefungovalo, byl Zeratul a jeho temní teplarové, protože všichni měli již od mala rituálně odstraněna nervová vlákna (vypadající jako velmi tlusté vlasy v copu), čímž byli natrvalo odříznuti od psi-spojení přes Khalu. Zeratul s ostatními Nerazimy musel bojovat proti ostatním protossům, kterým začaly rudě žhnout oči i psi-čepele, a snažili se je nezabít, ale useknout jim nervová vlákna na hlavě. Nakonec Zeratul našel Artanise, který na něj bez váhání zaútočil. Zeratul se snažil neúspěšně zasáhnout jeho nervová vlákna na hlavě, musel tedy provést riskantní zteč čelně, avšak byl při tom smrtelně raněn. Nicméně tímto sebevražedným útokem konečně úspěšně přesekl jeho nervová vlákna na hlavě, čímž Artanise osvobodil z Amonových rukou. Jak Zeratul umíral v Artanisově náruči, řekl mladému hierarchovi, že musí bezpodmínečně získat xel'nažský „Klíč,“ který ho dovede za xel'nagy, a jenž je momentálně v držení terranů na Korhalu.
Ačkoliv byl Artanis šokovaný ze ztráty Zeratula i ze ztráty spojení s Khalou, musel rychle jednat. Neměl k dispozici moc velkou armádu, protože většina jednotek exekutorky Selendis byla pod Amonovým vlivem, včetně jí. Zbyli mu prakticky jen temní templarové a pár těch, které Zeratul stihl s ostatními odstřihnout od Khaly. Přesto se mu podařilo lokalizovat a úspěšně aktivovat prastarou obří mateřskou loď jménem Adunovo kopí (angl. Spear of Adun), na které všichni, co unikli Ammonově kontrole, opustili Aiur. Od té doby tedy Adunovo kopí sloužilo jako Artanisova základna. Bez Zlaté armády se Artanis mohl buď vrátit na Shakuras, nebo jít splnit Zeratulovo poslední přání ohledně xel'nažského Klíče. Ihned po příletu na Shakuras, kde zbývalo jen zhruba 160 milionů protossů, však zjistil, že se povrch světa hemží Amonovými zergy. Kontaktovala ho matriarcha temných templarů Vorazun, dcera Raszagal, že se veškeré obyvatelstvo stáhlo do hlavního města Talematros, odkud vede evakuaci, ovšem potřebovala, aby Artanis a jeho bojovníci uvolnili rampy ze zergského sevření. Po ukončení evakuace Vorazun prozradila, že Amon opravil sabotovanou warpovou bránu, spojující Shakuras s Aiurem, kterou každou hodinou proudí na její adoptovaný domovský svět miliony zergů. Rozhodla se, že nedovolí, aby Amonovi zergové ovládli krom Aiuru i Shakuras. Raději ho tedy celý zničí tak, že malá jednotka nabije dávný xel'nažský chrámu, který před šesti lety použili proti zergům, aby přetížili chrámové baterie. Uvolněná energie bude dostatečná, aby rozpárala celý Shakuras tak, aby z něj zbyl jen pás asteroidů. Tak zabijí několik much jednou ranou. Se zničením počkali tak dlouho, než na Shakuras dorazila alespoň miliarda zergů a hybridů, kteří se také začali objevovat, aby zpomalili Amonův postup. Těsně před výbuchem Adunovo kopí teleportovalo všechny protossy pryč ze Shakurasu. Artanis však těsně před tím byl přepaden ohromným množstvím zergů a bezděčně vykonal bojovou techniku, kterou temní templarové skládají zkoušky své bojové připravenosti, čímž si zachránil život před jistou smrtí. K tomu mu Vorazun pogratulovala a poznamenala, že je nyní v jistém smyslu též temným templarem. Nad Shakurasem ale necítila příliš velkou lítost, neboť pro všechny protossy je domovinou tak jako tak Aiur. Na Adunově kopí se Artanis seznámil i s ochránkyní znalostí Rohanou, která byla stovky let držena v umělém spánku. Snažil se ji přesvědčit, aby si rovněž přesekla svá nervová vlákna na hlavě, avšak ta trvala na tom, že si bez Khaly nedovede představit své další bytí. Na chvíli ji ovládl Amon, ale Rohana byla schopná ho nějakým způsobem ze sebe po chvíli vyhnat. Artanis ji tedy dal umístit do statické komory, pro jistotu.
Dalším cílem byl hlavní svět terranského Dominia, Korhal. Ihned po příletu se Adunovo kopí vynořilo z hyperprostoru přímo do rány bitevníkům, chystajících Jamatův úder, jen tak tak stihli úhybný warpový přesun. Když se pak rozhlédl, viděl, že na Korhal útočí jiní terrani a je celý v plamenech. Artanise kontaktoval Jim Raynor. Situace je vážná, a když už přišli, rád by využil jejich pomoc. Na Korhal i všechny ostatní světy zaútočila soukromá armáda: Sbor Moebius, kterou zcela nepochybně nyní vede Amon, neboť se z nich stali zhypnotizovaní fanatici. Před pár okamžiky se jim povedlo poškodit stabilizátory velké vesmírné stanice, která se dostala na neřízenou sestupnou dráhu a padá na hlavní město Augustgrad. Artanis souhlasil s pomocí výměnou za předání „Klíče,“ tedy věci, která kdysi očistila Kerriganovou. Po stabilizaci stanice přistáli protossové do Augustgradu, který byl skoro celý vypálen Sborem Moebius, kteří však mezitím získali Klíč. Museli ho tedy získat zpět, přičemž se jim do cesty postavili i hybridi, navíc ti jednou za pět minut zcela ochromili všechny terrany jedné i druhé strany pomocí toho artefaktu. Artanisovi bojovníci tak museli chránit bataliony velitele Raynora i admirála Matta Hornera. Po zisku artefaktu terrani z vděčnosti odevzdali Artanisovi i všechny ostatní protosské artefakty, které vlastnili, včetně veškeré dokumentace. Artanis se v hořících troskách Augustgradu viděl s Jimem Raynorem, admirálem Hornerem i císařem Valeriánem Mengskem, kteří poznamenali, že takovou spoušť a tolik mrtvých napříč sektorem Koprulu nikdy nezpůsobili ani zergové. Artanis je povzbudil, aby své síly rychle obnovili, ale musí nyní jít. S Jimem si podal ruce, jako výraz ctění tradic terranů mezi přáteli.
Xel'nažský Klíč dal umístit k jádru Adunova oštěpu, kde jej studoval protosský vědec Karax. Artanis si až nyní uvědomil, jak rychle Amonova moc vzrostla. Ovládá hybridy, miliardy zergů, skoro celou Zlatou armádu protossů a nyní i velkou frakci terranů, kteří na Korhalu utrpěli Pyrrhovo vítězství, zatímco jeho vlastní síly jsou nedostatečné. Musel tedy vyhledat nové zbraně či spojence, kteří by mohli bojovat po jeho boku. Narazil na podivného robota třídy čistič (angl. purifier). A k Artanisově překvapení se jednalo o dávno ztraceného přítele Fenixe, kterého před pěti lety zabila Kerriganová. Od Keraxe se dověděl, že byl Fenix ve skutečnosti vybrán ještě někdejší Konkláve soudců na Aiuru, aby se zúčastnil experimentu, o kterém si všichni mysleli, že byl dávno zakázán, a Rohana si živě pamatovala, proč. Čističi totiž byli roboti, do nichž byla nakopírována osobnost těch nejlepších protosských válečníků, aby sloužili protossům i po smrti, ale před staletími se experiment zvrhl v tragédii, neboť se čističi postavili proti ostatním protossům. Po jejich porážce byl Konkláve projekt zastaven, ovšem experimenty byly prováděny potají i nadále, kdyby se náhodou podařilo vyřešit problém, který způsobil vzpouru čističů. Artanis byl důrazně varován všemi, aby si s čističi nic nezačínal.
Karax zatím zveřejnil první výsledky svého výzkumu xel'nažského Klíče a zjistil, že se terrani mýlili. Není starý deset tisíc let, ale několik miliard let, možná je starší než současný vesmír. Je schopen se sám zcela zregenerovat tak, že je pro méně vyspělá plemena skutečný věk artefaktu prakticky nezjistitelný. Dostal z něj i informaci, že xel'nagové považovali za svůj poslední domovský svět Ulnar. Jeho poloha však byla v hlubinách pukliny samotného prostoru, kde podle protossů nebylo možné přežít. Přesto Artanis nařídil tam letět. Vorazun se divila, že po protnutí hranice prostoru z nich ještě nejsou elementární částice, ale cíle bylo úspěšně dosaženo. Zjistili, že Ulnar je ve skutečnosti obří hranatý chrám velký jako celá planeta. Artanis z nějakého důvodu věděl, že musí do hlubin chrámu vkročit sám. Tam byl při studiu určitého objektu vyrušen Kerriganovou, bojující proti hybridovi. Ačkoliv byl Artanis připravený zabít oba dva, po chvilce si uvědomil, a Sára mu to řekla i sama, že ona není jeho nepřítelem, zvláště, když mu pak sama zachránila život, jakmile si zregenerovala zranění. Řekla, že tu s Amonovými hybridy bojuje sama už celé dny. Dále putovali oba společně, bojovali s dalšími hybridy a odkrývali tajemství původu xel'nagů. Xel'nagové jsou totiž stvoření zrozené v nicotě Prázdnoty (Void), kteří rozeseli život napříč všemi vesmíry. Také udržují cyklus vlastní existence, neboť nejsou nesmrtelní. Říkají tomu nekonečný cyklus, jehož vrcholem je vždy vznik dvou plemen, jednomu bylo předurčeno nést čistotu esence, a druhému čistotu formy. Tito se v závěru cyklu setkají s xel'nagy za účelem sjednocení, aby se pak sami stali xel'nagy, zodpovědnými za další pokračování nekonečného cyklu. Společně dorazili až k obří komoře, kde se měli nacházet spící xel'nagové současné generace. K Artanisovu zděšení však byli všichni mrtví, zabiti Amonem.
Zatímco ostatní čekali uvnitř Adunova kopí na návrat hierarcha, dočkali se (ne)příjemného překvapení. Na palubu se totiž tajně nalodil Alarak, vysoce postavený velitel Tal'Darimů, a varoval Vorazun, že je Artanis ve smrtelném nebezpečí a pomůže jim s jeho záchranou. Vorazun neochotně souhlasila s pomocí, ale Alarak svůj slib splnil a dostal Artanise i Kerriganovou z komory s mrtvými xel'nagy. Z téže komory Amon vypustil koncentrovanou energii Prázdnoty, která mířila přímo na všech pět rojů Kerriganové. Artanis musel prosekat cestu ven dříve, než Prázdnota Kerriganovou zcela pohltí. Po opuštění Ulnaru Kerriganová oznámila, že se nemůže kvůli značným škodám, jež Roj na Ulnaru utrpěl, připojit k výpravě a musí obnovit své síly. Artanis si tedy dal schůzku s Alarakem, aby mu pověděl motivy svých činů. Tal'Darimové byli vždy věrní Amonovi uctívači, nicméně velká část z nich včetně něj se nyní cítí být podvedena. Amon jim totiž sliboval povznesení na vyšší úroveň bytí, ale poslední události ukázaly, že se jedná jen o klam a spoléhá se pouze na svoje hybridy, které bezhlavě zabíjejí vše, co proti němu stojí, tedy vše živé. Nabídnul Artanisovi spojenectví Tal'Darimů, kteří se postaví k Amonovi zády, pokud Alarakovi pomůže stát se nejvyšším vůdcem Tal'Darimů v pradávném tal'darimském rituálním souboji proti Ma'lashovi, který stále věrně slouží Amonovi. Za Ma'lashem však stála moc hybridů. Po úspěšném boji se Alarak prohlásil novým nejvyšším vládcem Tal'Darimů, kteří se přidali k Artanisovi, čímž se řady jeho armády velmi rozšířily. Díky tomu bylo možné konečně zaútočit znovu na Aiur, s čímž Artanis nechtěl spěchat a s Alarikem, jenž se snažil příliš plést do řízení svobodných protossů, se kvůli tomu hádal.
Artanis měl v plánu využít i moc očišťovačů. Od Rohany totiž zjistil, že jejich vzpoura byla tenkrát ne kvůli jejich závadnosti, ale kvůli chování Konkláve, která je měla jen za kusy plechu nehledě na skutečnost, že obsahují živé duše, které tím byly raněné. Na Fenixovi Artanis viděl, že se nemá čeho obávat, pokud se k nim bude chovat jako k sobě rovným. Fenix si však uvědomoval, že si pamatuje, že býval někdo jiný než robot, takže si vybral nové jméno a novou identitu: Talandar. Vyrazili tedy na svět Endion, kde k experimentům s očišťovači docházelo, a kde se dle dostupných informací nacházelo ještě velké množství nepoškozených uspaných jedinců. Artanis je požádal o pomoc a projevil přání, aby byly staré křivdy zapomenuty, neboť nyní nastal čas těžké hodiny, kdy musí všichni stát bok po boku jako templarové. S podporou očišťovačů již byl Artanis připraven. Cestou na Aiur odstranil hrozbu fanatiků Sboru Moebius, kde doplnil své stavy i o letectvo, a kde tuto operaci vedl vědec Karax, čímž z něj prakticky udělal templara a důkaz, že nyní je možné, aby se všichni protossové nehledě na kastu stali templary. Khalu odhodila i ochránkyně znalostí Rohana, kterou do té doby čas od času pořád posedával Amon. Bylo ale těžší a těžší vzdorovat. Rohana vytrvávala, aby mohla číst Amonovy myšlenky a plány. Zjistila, že většina znalostí o Khale byly ve skutečnosti lži. Xel'nagové nikdy neměli v plánu se protossům na Aiuru představit osobně, což se stalo příčinou věku svárů (Aeon of Strife), ani neměli v plánu urychlit evoluci zergů na Zerusu. To vše byla práce Amona a jeho nohsledů, kteří všichni byli odpadlí xel'nagové. Zergy pak Amon využil k lovu ostatních xel'nagů po celém vesmíru. Reprezentuje pouze temnotu a touhu po ničení a momentálně pracuje na tom, aby si vytvořil fyzické tělo ze zbytků po Nadvědomí na Aiuru. Nyní si sama přesekla svá nervová vlákna na hlavě s tím, že nikdy nevěřila, že to opravdu udělá.
Nakonec Adunovo kopí dorazilo na Aiur. Artanis si ale dával pozor, aby nebyli prozrazeni, protože chtěl zničit psionické pole, jehož síť protossové kdysi vyrobili, aby využil faktu, že podstatná část Zlaté armády není na Aiuru přítomná a bez toho pole jim bude trvat návrat na Aiur déle. Artanis rozdělil hrdiny do tří dvojčlenných skupin, aby pole vyřadili z provozu a následně též zničili rychlým úderem i Amonovo rostoucí fyzické tělo. Pak si počkali na příchozí Amonovy protossy. Karax totiž už dříve zjistil, že xel'nažský Klíč je možné na základě toho, co provedl s Kerriganovou, použít k vysání Amonovy esence z těch, které ovládá, ale pouze dočasně, neboť nikdy nebyl zkonstruován tak, aby posloužil jako trvalé vězení. Amon v éterické podobě pak začal na protossy, zabarikádované na vrcholu chrámu, kde začali Klíč nabíjet, posílat všechny zergy, které měl na Aiuru k dispozici. Pozvolna zergské a hybridí vlny útoků doplňoval i o protossy, vracející se z jiných soustav. Těsně před nabitím artefaktu již byla na Aiuru přítomná i celá Zlatá armáda a Artanis dal uvolnit energii, která vysála ze všech protossů Amonovu esenci a uvěznila ji na krátký čas v Klíči. Artanis, jenž v posledních chvilkách bitvy bojoval jeden na jednoho s exekutorkou Selendis, ji následně přesvědčil, že si musí useknout svá nervová vlákna na hlavě. Selendis se ptala, jací protossové z nich bez Khaly budou, Artanis odpověděl, že svobodní. Následně si je usekla sama a všichni ostatní, které ovládal Amon, ji následovali. Artefakt se i s Amonem rozplynul a navrátil ho do Prázdnoty. Tímto se Aiur opět vrátil protossům. Po několika dnech, kdy odstranili poslední zbytky znovu zdivočelých zergů, začali protossové, sjednocení jako Daelaam, pozvolna znovu stavět svá kdysi pyšná velkoměsta.

### Epilog: Into the Void
Tato kampaň, (česky Do Prázdnoty) obsahuje tři mise, jež uzavírají sérii Starcraft II a též rozuzlují příběhy tří hlavních postav.
Protossové, oslavující své vítězství na Aiuru, dostali psionickou zprávu od Kerriganové, zrovna tak Jim Raynor. Artanis tedy přerušil oslavy a se Zlatou armádou se vydal dle Kerriganiných instrukcí zpět na Ulnar. Zde na ni Artanis s Raynorem, jenž s sebou vzal celou dominijskou armádu (resp. co z ní zbylo) a admirála Matta Hornera, čekali hodně dlouhou dobu. Když nakonec dorazila, pověděla jim, že byla psionicky kontaktovaná stvořením podobnému Amonovi, ale vůle tohoto byla laskavá. Musí se proto vydat přímo do Prázdnoty samotné, aby to s Amonem skončili jednou pro vždy, neboť byl sice zapuzen zpět do Prázdnoty, ale jednou by se stejně vrátil, nejspíš ne za jejich životů, ale nakonec přece. Kerriganová vytvořila díru do světa Prázdnoty, kde za normálních okolností nikdo nemůže existovat, ale něco nad nimi drželo ochrannou ruku. Uvnitř narazili na stínové verze terranských, protosských i zergských jednotek, obalených černočerveným Amonovým oblakem. Museli se přes ně probít vpřed, odkud na ně byli posíláni ti nejsilnější hybridi. Artanise psionicky volal někdo, koho identifikoval jako ducha Tassadara, ten mu sdělil, že jeho věznitelem je padlý xel'naga jménem Narud. Spojené armády svobodných protossů, terranů i zergů se tedy probili až k Narudovi, jehož poprvé uviděli v jeho skutečné podobě, tedy jako přerostlého hybrida dvou naprosto neznámých forem života, vzdáleně připomínajícího zergsko-protosského hybrida. Nacházeli se v Prázdnotě, kde je možné xel'nagu zabít jednou pro vždy. Zergský roj vedl krom Kerriganové i Alexej Stukov, který neváhal a Naruda popravil sám, přičemž potvrdil, že Narud skutečně je tatáž osoba jako Samir Duran, který jeho zabil a následně vzkřísil před šesti lety, když byl Stukov ještě viceadmirálem UED.
Po zabití Naruda pustili z vězení toho, o kom se Artanis domníval, že je duch Tassadara. Byl to ve skutečnosti jiný xel'naga jménem Ouros. Ouros si stvořil avátara ducha Tassadara, aby jeho prostřednictvím mohl ovlivnit události v reálném vesmíru ze svého vězení, a instruoval Zeratula k tomu, aby všechny přivedl až sem a zajistil další pokračování nekonečného cyklu znovuzrození xel'nagů, dokud to ještě jde. Narud byl sice také xel'naga, ale ne tak silný jako Amon. Amona proto může zabít jedině jiný xel'naga, který pak v Prázdnotě zůstane (Ouros to pravděpodobně není schopen vykonat z nějakého důvodu sám). V současné době je schopna zbavit vesmír Amona pouze Sára Kerriganová, která již nyní ztělesňuje čistotu esence. Vyzval tedy Kerriganovou, aby přijala jeho esenci formy, a stala se tak po jeho smrti a po zabití Amona poslední xel'nagou, schopnou pokračovat v cyklu. Jim Raynor protestoval, protože nechce vidět další proměnu Sáry, ovšem ta byla rozhodnutá to udělat a přijmout svůj úděl. Jedině tak odčiní své masakry miliard lidí a protossů. Raynorovi nezbylo nic jiného, než ji bránit, protože na Kerriganovou a Ourose začal Amon posílat mračna svých stínových zergů, protossů a terranů. Jakmile byla její přeměna hotová, Artanis jen nevěřícně prohlásil, že je teď ona xel'naga. Změnila se její vizáž, kůže jí zlatě svítila a její čepelí křídla se změnila v křídla bohyň. Také značně povyrostla. A sama ihned vedla armády svobodných terranů, protossů a zergů do poslední bitvy, o které Raynor řekl, že to bude jejich poslední společný tanec. Amon totiž dobře bránil svou podstatu polem generovaným létajícími obelisky. Kdykoliv využil moc obelisku k vytvoření průrvy Prázdnoty, aby si vytvořil stínové vojáky zergů, protossů a terranů k obraně i útokům, stal se obelisk, jinak nezničitelný, zranitelným. Kerriganová pak se svými novými schopnostmi mohla obelisky rychle ničit. Stejně tak mohla podpořit ostatní vysláním energetické supernovy, kterou zničila všechny nepřátele v nejširším okolí. Jakmile byla tato práce hotová, jediným zábleskem zabila samotného Amona, který byl proti její moci zcela bezbranný. Předtím ale vyzvala Raynora, aby svět Prázdnoty okamžitě opustil, i s jeho vojáky, i s protossy i se zergy. Zároveň jmenovala Zagaru novou zergskou královnou a pověděla jí, aby nikdy nezapomněla na lekce, které jí udělila.
Za dva roky císař Valerián Mengsk spolu s Mattem Hornerem stabilizovali a přebudovali zbytky Dominia tak, že vstoupilo do věku prosperity a míru. Též vedl diplomatická jednání s protossy. Alarak nakonec odmítnul nabídku Artanise, aby se Tal'Darimové začlenili do nové protosské společnosti Daelaam, a vydal se hledat nový domov pro svůj lid, ovšem udělil povolení všem Tal'Darimům, aby se sami rozhodli, zda zůstanou na Aiuru, nebo půjdou za ním. Zergové pod vedením nové královny Zagary znovu ovládli Char a okolní světy. Dle pozorování průzkumníků se na mnoha světech, které byly odjakživa pusté, nebo byly proměněny v pustinu bez života vlivem válek posledních let, začal zčistajasna vyskytovat nový život. Jim Raynor se v tu dobu nacházel sám na Mar Saře v hospodě, kde začal příběh celého Starcraftu II, a popíjel alkohol. V jeden moment se otevřely dveře a dovnitř nakoukla Sára Kerriganová, v lidské podobě, oděná do ghostí uniformy a obklopená svou zlatou xel'nažskou aurou, aby mu řekla, že "je čase jít, kovboji." Jim jen zanechal na baru svůj odznak konfederačního maršála a šel s ní. Zprávy dále hovořily, že byl na Mar Saře objeven jeho odznak, ale nikdo ho od té doby neviděl, ani o něm již nikdy více neslyšel.